# Widley
Widley – osada w Anglii, w Hampshire. Leży 6,2 km od centrum miasta Portsmouth, 30,2 km od miasta Winchester i 99,7 km od Londynu. W 1891 roku civil parish liczyła 1350 mieszkańców.

## Etymologia
Źródło:.

Nazwa miejscowości na przestrzeni wieków:
- XII/XIII w. – Wydelig
- XIV w. – Wydele
- XVI w. – Widley